# Uranoscopus crassiceps
Uranoscopus crassiceps är en fiskart som beskrevs av Alcock, 1890. Uranoscopus crassiceps ingår i släktet Uranoscopus och familjen Uranoscopidae. Inga underarter finns listade i Catalogue of Life.